# Джулія Квінн
Джулія Поттінгер (англ. Julia Pottinger), більш відома під псевдонімом Джулія Квінн — американська авторка бестселерів історичної любовної літератури. Її романи перекладені 41 мовою та 19 разів потрапляли в список бестселерів «Нью-Йорк таймс». Серія її романів про родину Бріджертонів була екранізована для Netflix.

## Молодість і освіта
Джулі Котлер народилась 12 січня 1970 року, у родині Джейн та Стівена Льюїса Котлерів. У неї є три сестри: Емілі, Ебігейл і Аріана. Вона єврейка. Квінн росла в Новій Англії, хоча після розлучення батьків провела більшу частину свого часу в Каліфорнії.
Квінн змалечку полюбила літературу, в дитинстві вона дуже любила читати. У 12 років її батько не погоджувався з її вибором книжок для читання, оскільки вона хотіла читати серію книг «Солодкі сни» та «Солодка долина», він сказав їй, що вона зможе їх читати, лише якщо доведе, що вони сприяють розвитку її навичок читання. Вона сказала йому, що вивчає літературну серію, тому що в майбутньому хоче написати роман. Змагаючись довести, що вона справді зацікавлена у письменницькій кар'єрі, Квінн сіла за їхній комп'ютер і написала свої перші два розділи.
Квінн закінчила школу Гочкіса та Гарвардський університет зі ступенем історії мистецтва. На останньому курсі коледжу вона зрозуміла, що не знає, що хоче робити зі своїм дипломом, і вирішила вступити до медичного училища. Череж це рішення їй довелося провчитися два додаткові роки в коледжі, щоб отримати необхідні знання для вступу до медичної школи. Вона відклала медичну школу на два роки, поки писала ще два романи.

## Кар'єра
Квінн почала писати легковажні романи епохи Регентства. Через кілька тижнів після того, як її прийняли в медичну школу, перші її два романи, «Чудовий» і «Танці опівночі», були продані на аукціоні, що стало незвичайним явищем для авторки-початківця. До того часу, як Квінн нарешті вступила до Єльського університету аби стати лікарем, було опубліковано три її книги. Після кількох місяців вивчення медицини Квінн зрозуміла, що надає перевагу письменництву, а не медичним дослідженням. Вона залишила медичний факультет і повністю присвятила себе письменництву.
Квінн вважає себе феміністкою і наділяє своїх героїнь феміністичними якостями, які не обов'язково відповідають найпоширенішим поглядам того часу, в якому розгортаються дії в її романах. Книги авторки відзначаються гумором і різкістю, дотепними діалогами. Романи в першу чергу орієнтовані на персонажів, в них відсутні великі зовнішні конфлікти, які використовують багато любовних романів.
Більшість її книг присвячені її чоловікові Полу Поттінґеру, часто з посиланнями на кумедні альтернативні назви твору. У 2007 році Квінн отримала нагороду RITA від американських письменників любовних романів за фільм «На шляху до весілля» та знову, у 2008 році, за «Таємні щоденники міс Міранди Чівер». Коли в 2010 році вона виграла за «What Happens in London», вона стала (на той момент) наймолодшою членкинею і зараз є одним із 16 авторів, яких введено до Зали слави RWA.
У 2003 році їй випала рідкісна честь потрапити в журнал «Time», досягнення, якого вдавалося небагатьом письменникам любовних романів. У 2005 році Publishers Weekly дав рідкісну рецензію до «Серові Філліпу з любов'ю», а пізніше роман був названий одним із шести найкращих оригінальних романів року для масового ринку.
Кожен з її крайніх 17 романів з'явився в списку бестселерів «Нью-Йорк таймс», а «Містер Кавендіш, я вважаю» посів перше місце в жовтні 2008 року. Останнім часом «Дівчина з вигаданим чоловіком» була в списку NYT у червні 2017 року. Окрім цього, обидві її антології «Леді Віслдаун» з'явилися в списку NYT, як і обидва її романи у трьох частинах, написані разом із Конні Броквей та Елоїзою Джеймс («The Lady Most Likely» та «The Lady Most Willing»), а також «Бріджертони: Назавжди щасливі» збірка других епілогів про родину Бріджертонів.

## Особисте життя
У 2001 році Квінн виграла 79 000 доларів в програмі «Найслабшій ланці». Вона завзята читачка і публікує рекомендації своїх улюблених книг на своїй сторінці у Facebook.
Квінн проживає в Сіетлі, штат Вашингтон, зі своїм чоловіком і двома дітьми.
29 червня 2021 року сестра та батько Квінн, Аріана Еліз Котлер і Стівен Льюїс Котлер були вбиті п'яним водієм у Кейсвіллі, штат Юта.

### Трилогія «Чудовий»
- Чудовий (1995)
- Танці опівночі (1995)
- Мікс (1996)
- «Повість про двох сестер» у «Де мій герой?» (2003)

### Сестри Ліндон
- Все і місяць (1997)
- Яскравіше сонця (1997)

### Агенти Корони
- Спіймати спадкоємицю (1998)
- Як вийти заміж за маркіза (1999)

### Серія про Бріджертонів
- Герцог і я (2000)
- Віконт, який мене кохав (2000)
- Пропозиція джентльмена (2001)
- Роман із містером Бріджертоном (2002)
- Серові Філліпу з любов'ю (2003)
- Коли він був розпусним(2004)
- Усе в його поцілунку (2005)
- На шляху до весілля (2006)
- Бріджертони: Назавжди щасливі (2013)

### Два герцога Віндема
За словами Квінн, цей набір із двох книг базувався на передумові: «Двоє чоловіків кажуть, що вони герцог чогось. Один із них, мабуть, помиляється», натхненний лірикою з пісні Dire Straits «Industrial Disease». Події відбуваються одночасно, а сюжети переплітаються, причому деякі сцени з'являються в обох книгах, але з різних ракурсів.
- Загублений герцог Віндем (2008)
- Містер Кавендіш, я припускаю (2008)

### Серія «Bevelstoke»
- Таємні щоденники міс Міранди Чівер (2007)
- Що відбувається в Лондоні (2009)
- Десять речей, які я люблю в тобі (2010)

### Тетралогія «Смайт-Сміт»
- Просто як рай (2011)
- Така ніч (2012)
- Сума всіх поцілунків (2013)
- Секрети сера Річарда Кенворті (2015)

### Серія «Роксбі»
Серія «Роксбі» часто вважають приквелом, оскільки він розповідає про родини Роксбі та Бріджертонів.
- Через міс Бріджертон (2016)[25]
- Дівчина з вигаданим чоловіком (2017)[26]
- Інша міс Бріджертон (2018)
- Перший скандал (2020)

### Леді Віслдаун
Дотепний оглядач «Леді Вістлдаун» із серії про Бріджертон об'єднує ці дві антології взаємопов'язаних новел:
- «Тридцять шість валентинок» у «Подальших спостереженнях леді Вістлдаун» (2003)
- «Перший поцілунок» у «Леді Віслдаун завдає удару у відповідь» (2004)

- Дотепність і мудрість Бріджертона (2021)

## Переклади українською
- Джулія Куїнн. Герцог і я / пер. з анг. Дар'я Москвітіна. — Х. : Vivat, 2023. — 496 с. — ISBN 9786171703285.
- Джулія Куїнн. Віконт, який мене кохав / пер. з анг. Ольга Макарова. — Х. : Vivat, 2024. — 496 с. — ISBN 9786171700291.
- Джулія Куїнн. Пропозиція джентльмена / пер. з анг. Ольга Макарова. — Х. : Vivat, 2024. — 496 с. — ISBN 9786171700307.
- Джулія Куїнн. Роман із містером Бріджертоном / пер. з анг. Ольга Макарова. — Х. : Vivat, 2024. — 528 с. — ISBN 9786171706934.
- Джулія Куїнн. Серові Філліпу з любов'ю / пер. з анг. Ольга Макарова. — Х. : Vivat, 2025. — 432 с. — ISBN 9786171708938.